# Naranbulag, Uvs
Naranbulag (tiếng Mông Cổ: Наранбулаг) là một sum của tỉnh Uvs ở Mông Cổ. Vào năm 2008, dân số của sum là 4.658 người.

## Địa lý
Sum có diện tích khoảng 5.300 km2. Trung tâm sum, Naranbulag, nằm cách tỉnh lỵ Ulaangom 85 km và thủ đô Ulaanbaatar 1.500 km.

### Khí hậu
Naranbulag có khí hậu bán khô hạn. Nhiệt độ trung bình hàng năm trong khu vực là 5 °C. Tháng ấm nhất là tháng 7, khi nhiệt độ trung bình là 29 °C và lạnh nhất là tháng 1, với −24 °C. Lượng mưa trung bình hàng năm là 260 mm. Tháng ẩm ướt nhất là tháng 8, với lượng mưa trung bình là 71 mm, và khô nhất là tháng 3, với 2 mm.

## Hành chính
Sum được chia thành 4 bag (xã):
- Günbürd
- Aldar
- Khujirt
- Ulaan-Üzüür

## Kinh tế
Sum có một trường học và bệnh viện, đồng thời phát triển ngành nông nghiệp.